# Hindustanski jezici
Hindustanski jezici, podskupina zapadnohindskih jezika raširenih po dijelovima Indije i Pakistana, te u raznim državama širom svijeta. Obuhvaća hindski [hin] iz Indije, urdu [urd] iz Pakistana i dva Sanska jezika: kabutra [kbu] iz Pakistana i sansi [ssi] iz Indije.
Broj govornika ovih jezika iznosi preko 240.000.000, od čega najviše otpada na hindi (181,676,620) i urdu (60,586,800)

## Vanjske poveznice
- Ethnologue (14th)
- Ethnologue (15th)